# OpenTTD
OpenTTD est un jeu vidéo de « gestion et planification urbanistique » dans lequel le joueur a pour but de gagner de l'argent par transport de passagers et du fret sur route, rail, eau et dans l'air. Il est une réécriture libre du jeu original Transport Tycoon Deluxe de Chris Sawyer, sorti en 1995.
OpenTTD duplique la plupart des fonctionnalités de Transport Tycoon Deluxe mais il a aussi de nombreuses additions, y compris une gamme de la taille des cartes, multilinguisme, une IA sur mesure, personnalisations téléchargeables, portabilité sur plusieurs systèmes d'exploitation largement utilisés et une interface graphique plus facile à utiliser. OpenTTD supporte également les jeux multijoueur en ligne et en réseau, à la fois coopératif et compétitif, pour jusqu'à 255 joueurs.
OpenTTD est en développement constant et est un jeu open source populaire. Selon une étude des 61 154 projets open source présents sur SourceForge.net lors de la période 1999-2005, OpenTTD était classé 8e des projets les plus actifs à recevoir des contributions et des patchs (après 2005 le développement a été transféré sur leur propre serveur).

## Histoire
OpenTTD a été convertie à partir des binaires en langage machine. La conversion du langage machine en C++ a été effectuée par Ludvig Strigeus entre mi 2002 et mars 2004. L'utilisation de la bibliothèque multiplate-formes SDL pour les couches graphiques et sonores, lui permet de s'exécuter sur de nombreux systèmes système d'exploitation comme Microsoft Windows, Mac OS X, GNU/Linux, FreeBSD, OpenBSD, NetBSD, MorphOS, OS/2, UNIX, Palm OS, BeOS et WebOS. Des portages non-officiels existent également pour PSP, Nintendo DS et Android. Cependant, il ne fonctionne pas sous DOS, malgré le fait que DOS était la première plate-forme sur laquelle s'exécuta Transport Tycoon.

## Principe du jeu
Au début de la partie, le joueur dispose d'une certaine somme empruntée à la banque. Il doit donc construire des infrastructures et gérer son argent pour rembourser l’emprunt et s'enrichir très rapidement.

## Nouveautés
OpenTTD imite le jeu original par ses fonctionnalités, mais propose aussi de multiples améliorations, incluant des canaux, une construction des gares améliorée, de nouveaux aéroports, différents types de routes et des tramways. L'ajout le plus important par rapport au jeu original concerne l'aspect multijoueur. Il est possible d'y jouer à plusieurs, que ce soit au sein d'un réseau local, ou bien sur Internet en utilisant un serveur public, et ce jusqu'à dix joueurs.
OpenTTD inclut beaucoup de fonctionnalités provenant de TTDPatch, et comme lui est disponible sous licence GPL. OpenTTD ne nécessite plus les fichiers graphiques originaux depuis décembre 2009 :  des projets parallèles OpenSFX, OpenGFX et OpenMSX ont recréé respectivement les sons, graphismes et musiques du jeu original.
De plus, des packs NewGrf (un type de fichier utilisé par le jeu, abréviation de l'anglais New graphic files, en français nouveau fichiers graphiques) permettent d'ajouter de nombreux contenus.

## Galerie

Captures d'écran du jeu
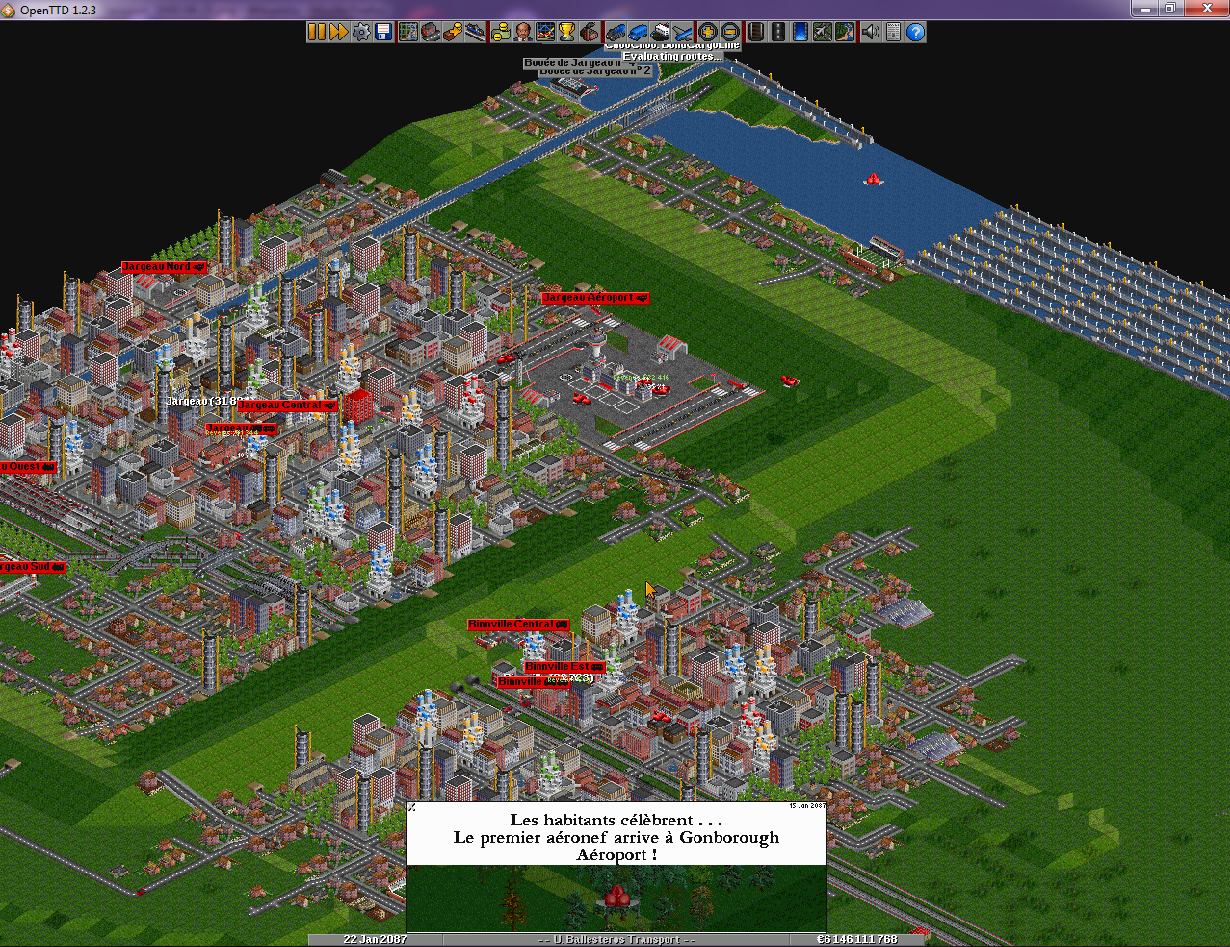
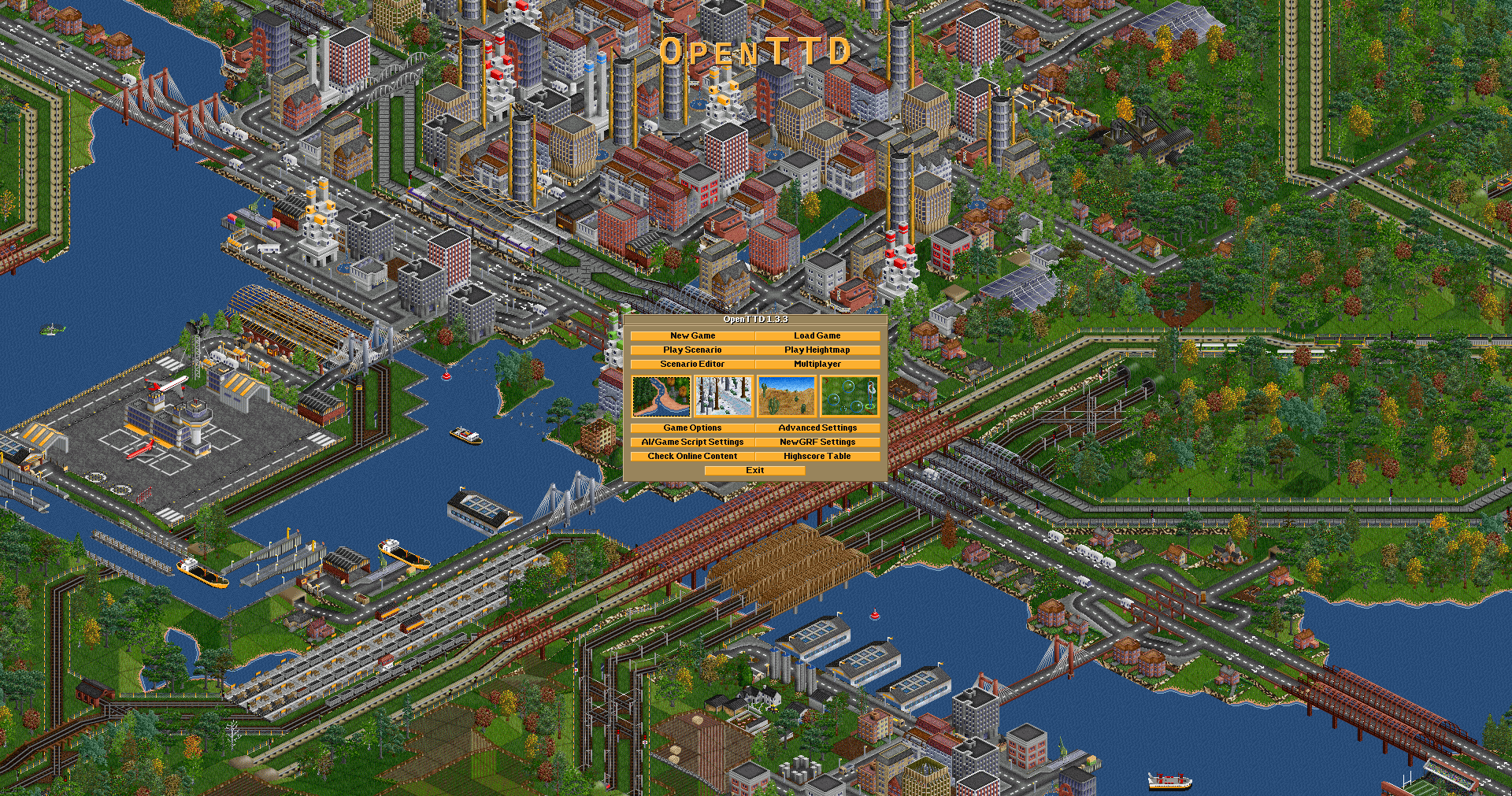
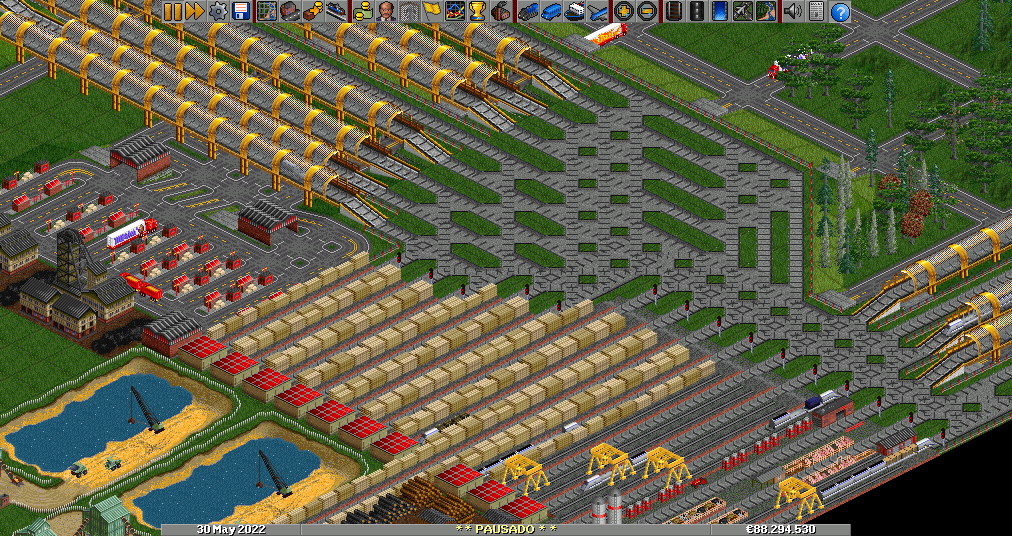